# Televisão na Noruega
A televisão na Noruega foi introduzida em 1954, mas o primeiro programa foi exibido em 1958, e começou oficialmente em 20 de agosto de 1960. Como na Dinamarca, a Noruega tinha apenas um canal de televisão até os anos 80. Cerca de 40% da população tem TV a cabo e 30% têm TV via satélite. Outros 30% têm apenas televisão terrestre.
Na Noruega, toda a publicidade que contenha mensagens políticas e publicidade dirigida a crianças é proibida. Canais como a TV3 podem transmitir intervalos comerciais, pois esses canais estão sendo transmitidos via satélite do Reino Unido.
Programas de televisão não noruegueses, exceto programas infantis, são legendados, e não dublados.

## Televisão terrestre analógica
O primeiro canal de televisão na Noruega, o NRK1, começou oficialmente em 1960 (sob o nome NRK), mas teve programas regulares desde 1954. Um segundo canal de televisão, o TV 2, começou em 1992. NRK iniciou um segundo canal de televisão, NRK2 em 1996. O NRK1 vai para 99,8% de todas as famílias, enquanto a TV2 tem uma cobertura de 92% e a NRK2 e a NRK3 / NRK Super tem uma cobertura de 80%. Existem hoje 24 canais de televisão locais no país, todos transmitidos terrestre. O primeiro canal local, o TVBudstikka, foi iniciado em 1986. Muitos deles cooperam com o TVNorge, de modo que o TVNorge usa seus transmissores quando eles não estão transmitindo nenhum programa.
| Canal            | Descrição                     | Financiado por | Proprietário           | Lançado | Cobertura terrestre                                                 |
| ---------------- | ----------------------------- | -------------- | ---------------------- | ------- | ------------------------------------------------------------------- |
| NRK1             | Emissora pública              | Licença        | Norsk Rikskringkasting | 1960    | 99,8%                                                               |
| NRK2             | Emissora pública              | Licença        | Norsk Rikskringkasting | 1996    | 80%                                                                 |
| NRK Super e NRK3 | Emissora pública              | Licença        | Norsk Rikskringkasting | 2007    | 80%                                                                 |
| TV 2             | Canal Geral de Entretenimento | Comerciais     | Egmont Holding AS      | 1992    | 92%                                                                 |
| TVNorge          | Canal Geral de Entretenimento | Comerciais     | SBS Discovery AS       | 1988    | Compartilhando frequências com muitas estações de televisão locais. |

## Televisão digital terrestre
A introdução do DVB-T é regulamentada pelo Ministério da Cultura e Assuntos da Igreja. A transmissão de TV analógica foi completamente encerrada em 1º de dezembro de 2009. A Noruega usa os padrões de codificação DVB H.264/MPEG-4 AVC.
Em junho de 2002, uma licença nacional de 12 anos, incluindo a implantação de infra-estrutura, foi anunciada publicamente, atendida apenas pela aplicação da Norges Televisjon (NTV), uma joint venture entre a emissora estatal NRK, a principal emissora privada. A TV 2 e a maior empresa de telecomunicações norueguesa, a Telenor. Em fevereiro de 2004, o parlamento norueguês aprovou os regulamentos finais sobre transmissão digital para o Ministério da Cultura e Assuntos da Igreja, deixando o Ministério para criar um contrato de licença para a NTV. O Ministério apresentou sua proposta de licença em dezembro de 2004.
A NTV se deparou com regulamentações mais complicadas do que esperava (como a licença já em execução desde a implantação da infraestrutura). Portanto, em fevereiro de 2005, a NTV solicitou a prorrogação do período de licença de 12 anos para 15 anos e, consequentemente, o Ministério anunciou publicamente a licença mais uma vez, período de anúncio que expira em 2 de maio de 2005. Se a licença for concedida à NTV durante 2005, a empresa diz que planeja implantar a infraestrutura durante 2006–2009, oferecendo ao público norueguês entre 15 e 18 estações de TV; NRK1, NRK2, TV2, TV2 Zebra e um canal local.
As autoridades de concorrência da EFTA, ESA, protestaram no processo de requerimento, dizendo que o ministério não está em condições de conceder a licença DVB-T a uma empresa estatal como a NTV, mas o ministério diz que este protesto não afetará sua decisão.
A televisão digital terrestre está agora disponível em todos os condados da Noruega. A transmissão de televisão analógica foi desligada em Rogaland (4 de Março de 2008), Østfold (29 de Abril de 2008), Oslo e Akershus (20 de Maio de 2008), Buskerud, Vestfold e Telemark (2 de Setembro de 2008), Hordaland (30 de Setembro de 2008) e Møre og. Romsdal (28 de outubro de 2008).

## Televisão a cabo e via satélite
Quando o monopólio da NRK na televisão e no rádio foi levantado em 1982, as redes de televisão a cabo que transportavam canais de TV estrangeiros começaram a aparecer nas cidades maiores em todo o país. Quando a televisão por satélite foi autorizada em 1986, abriu caminho para vários novos canais noruegueses. O primeiro desses TVNorge começou a transmitir em 1988 e logo foi seguido pela TV3 em 1989.

## Canal de TV da Comunidade Nacional
Em Janeiro de 2009, o Ministro da Cultura inaugurou o Frikanalen, um canal comunitário nacional que transmite a partir de Oslo na rede nacional de TDT estabelecida em 2008, que atinge 98% dos agregados familiares noruegueses. Frikanalen é um canal aberto sem fins lucrativos para ONGs e hoje conta com 57 organizações membros. O canal está aberto a todos. Responsabilidade editorial é dos produtores. Todos os programas são arquivados na internet e podem ser vistos lá. O objetivo do Frikanalen é fortalecer a liberdade de expressão e a democracia participativa, dando às pessoas mais oportunidades de se expressarem através da televisão.

## Audiência
A tabela a seguir mostra os audiência total de alguns canais noruegueses selecionados.
|                             | 92 | 93 | 94 | 95 | 96 | 97 | 98 | 99 | 00   | 01   | 02   | 03   | 04   | 05   | 06   | 07   | 08   | 09   | 10   | 11   | 12   | 13   | 14   | 15   |
| --------------------------- | -- | -- | -- | -- | -- | -- | -- | -- | ---- | ---- | ---- | ---- | ---- | ---- | ---- | ---- | ---- | ---- | ---- | ---- | ---- | ---- | ---- | ---- |
| NRK1                        | 64 | 55 | 51 | 45 | 43 | 41 | 41 | 36 | 37.7 | 38.1 | 39.2 | 40.2 | 40.7 | 40.1 | 39.9 | 37.6 | 32.4 | 31.9 | 32.5 | 31.7 | 31.9 | 32.4 | 29.6 | 31.8 |
| NRK2                        |    |    |    |    | 3  | 2  | 3  | 3  | 3    | 3    | 3    | 4    | 4    | 4    | 3.6  | 3.4  | 3.4  | 4.1  | 4.6  | 5.3  | 5.3  | 5.3  | 4.7  | 5.2  |
| NRK3                        |    |    |    |    |    |    |    |    |      |      |      |      |      |      |      |      | 1.9  | 3.0  | 3.8  | 3.9  | 3.9  | 3.6  | 3.4  | 3.4  |
| TV 2                        | 6  | 19 | 24 | 30 | 32 | 31 | 30 | 31 | 31.7 | 31.4 | 32.2 | 29.5 | 30.0 | 29.4 | 30.1 | 28.9 | 25.3 | 22.1 | 20.5 | 19.3 | 19.3 | 18.9 | 21.3 | 18.2 |
| TV 2 Zebra                  |    |    |    |    |    |    |    |    |      |      |      |      |      |      |      |      | 3.0  | 3.2  | 3    | 2.7  | 2.3  | 1.9  | 2.3  | 2.3  |
| TV 2 Nyhetskanalen          |    |    |    |    |    |    |    |    |      |      |      |      |      |      |      |      |      |      | 2.1  | 2.2  | 2.0  | 2.2  | 2.6  | 2.7  |
| TV 2 Livsstil (TV 2 Bliss)  |    |    |    |    |    |    |    |    |      |      |      |      |      |      |      |      |      |      |      | 1.4  | 1.3  | 1.2  | 1.2  | 1.1  |
| TVNorge                     | 8  | 8  | 8  | 8  | 7  | 8  | 9  | 9  | 9.5  | 10.1 | 9.6  | 10.3 | 9.5  | 11.0 | 9.9  | 9.4  | 8.4  | 7.5  | 7.3  | 7.9  | 7.6  | 7.8  | 8.1  | 7.4  |
| FEM                         |    |    |    |    |    |    |    |    |      |      |      |      |      |      |      |      | 1.5  | 2.0  | 2.4  | 2.1  | 2.2  | 2.2  | 2.3  | 2.2  |
| MAX                         |    |    |    |    |    |    |    |    |      |      |      |      |      |      |      |      |      |      |      | 1.7  | 2.4  | 2.7  | 2.8  | 3.2  |
| TV3                         | 6  | 6  | 6  | 6  | 6  | 6  | 7  | 8  | 7.8  | 6.7  | 6.0  | 6.4  | 6.4  | 6.1  | 6.0  | 5.4  | 6.3  | 6.5  | 6.2  | 5.3  | 4.4  | 4.5  | 3.6  | 3.8  |
| Viasat4                     |    |    |    |    |    |    |    |    |      |      |      |      |      |      |      |      | 2.4  | 3.6  | 3.7  | 2.9  | 2.6  | 2.4  | 2.2  | 2.1  |
| Discovery Channel           |    |    |    |    |    |    |    |    |      |      |      |      |      |      |      |      | 1.9  | 1.8  | 1.6  | 1.4  | 1.5  | 1.3  | 1.1  | 1.2  |
| TLC                         |    |    |    |    |    |    |    |    |      |      |      |      |      |      |      |      |      |      |      | 0.9  | 1.0  | 1.1  | 1.2  | 1.1  |
| MTV Norway                  |    |    |    |    |    |    |    |    |      |      |      |      |      |      |      |      | 0.3  | 0.3  | 0.3  | 0.3  | 0.3  | 0.3  | 0.2  | 0.1  |
| National Geographic Channel |    |    |    |    |    |    |    |    |      |      |      |      |      |      |      |      | 0.9  | 0.8  | 0.9  | 0.8  | 0.8  | 0.8  | 0.7  | 0.8  |